# Teucrium kyreniae
Teucrium kyreniae là một loài thực vật có hoa trong họ Hoa môi. Loài này được (P.H.Davis) Hadjik. & Hand mô tả khoa học đầu tiên năm 2008.